# Marco Martelli

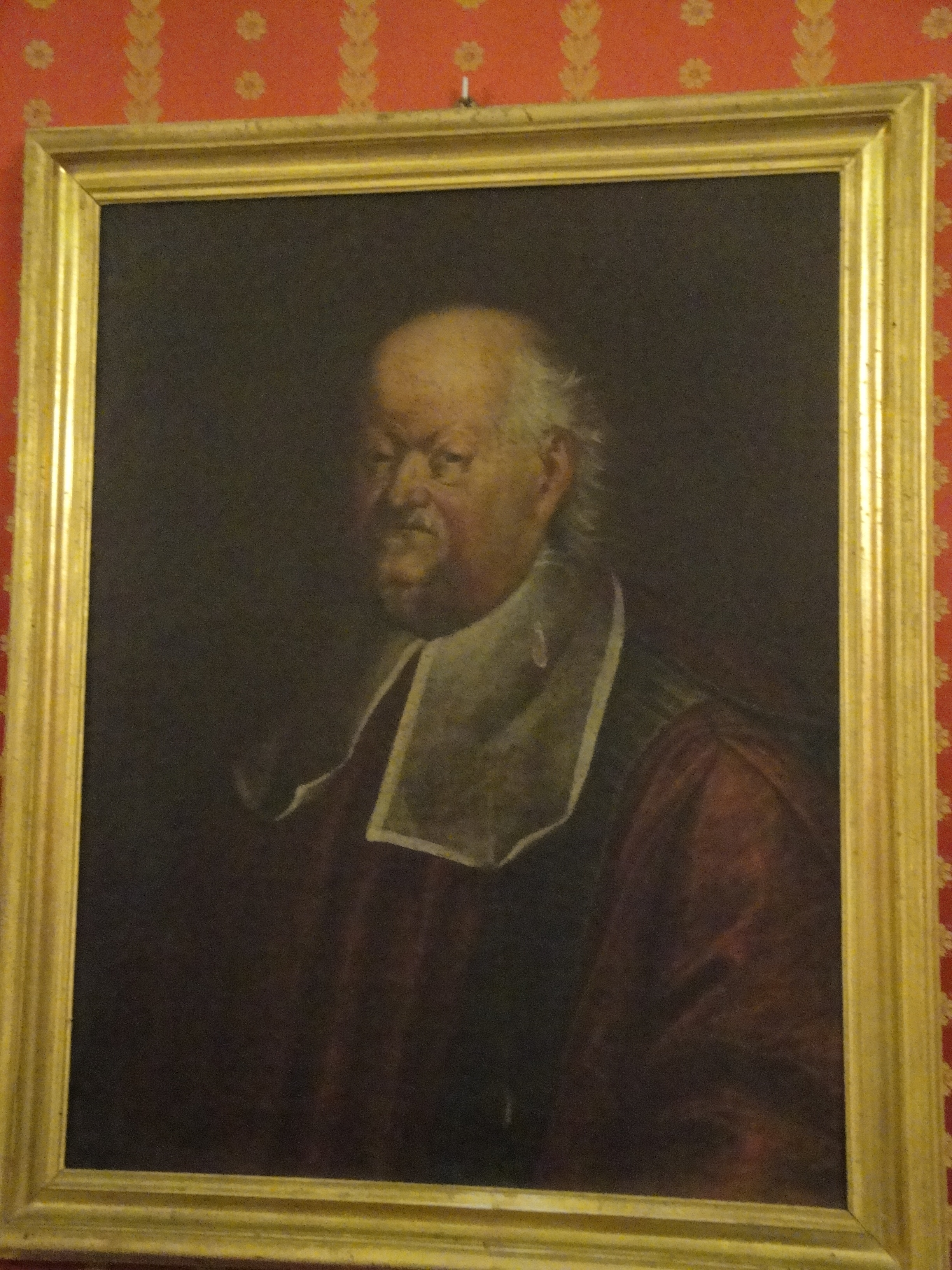
Pier Dandini, Ritratto del senatore Marco Martelli

Marco di Francesco Martelli (Firenze, 1592 – 1678) è stato un imprenditore italiano, esponente di punta della famiglia Martelli.

## Biografia
Si prodigò nel ricucire la ricchezza familiare ricostruendo l'antico tessuto commerciale della compagnia dei Martelli, alleandosi con gli Acciaiuoli, i Salviati, gli Altoviti e i Corsini, e rifondando una Compagnia con sede a Roma specializzata nel cambio. Nel 1637 Ferdinando II de' Medici lo premiò nominandolo senatore, una carica puramente formale ma altamente onorifica. L'anno successivo fu nominato, sempre dal Granduca Ferdinando II de' Medici, "Provveditore de' Monti del Sale".
Divenne cavaliere dell'Ordine di Santo Stefano e nel 1662 ne fu Gran Cancelliere. Nel 1655 fu nominato balì di Urbino.
Grazie alla ritrovata solidità economico-finanziaria, poté iniziare i lavori per l'adeguamento e la risistemazione interna ed esterna di un secondo palazzo di famiglia (dopo quello nell'attuale via de' Martelli, quattrocentesco e forse progettato da Donatello), il quale si era venuto formando per acquisizioni compiute da vari membri della famiglia. Il secondo Palazzo Martelli, in via della Forca (oggi via Ferdinando Zannetti), è oggi un raro esempio di dimora fiorentina pervenuta con i suoi arredi originali fino ai giorni nostri. Oggi è proprietà dello Stato ed è aperto al pubblico come Museo di Casa Martelli.
Si sposò due volte: nel 1627 con Maria di Baccio Martelli, dalla quale ebbe due figlie, Caterina, maritata Covoni, e Costanza maritata Gherardi; nel 1632 si risposò con Lucrezia Franceschi, dalla quale ebbe 8 figli maschi (di cui due morti infanti) e 3 femmine (di cui due monache):
- Francesco Martelli (1633-1717), cardinale
- Niccolò Martelli (1634-1711), seguì le orme del padre, divenendo imprenditore e cavaliere; si sposò con la ricca Teresa Cecilia Gerini (1650-1732), aumentando ancora maggiormente la ricchezza familiare. Fu padre di Giuseppe Maria Martelli (1678-1741) arcivescovo di Firenze;
- Lorenzo Martelli (1636-1682), Balì di Urbino per nomina paterna (carica onorifica di cui il padre godeva sin dal 1655).
- Alessandra Martelli, maritata Marucelli
- Domenico Martelli (1644-1670), cavaliere di Malta e siniscalco del Cardinale Leopoldo de' Medici dal 1668.
- Gian Vincenzo Martelli (1648-1716), imprenditore al fianco del fratello Niccolò.
- Filippo Martelli (1655-1734), Gentiluomo di Camera del cardinale (poi principe) Francesco Maria de' Medici.